# Chile 3:34 AM: El Terremoto en Tiempo Real
Chile 3:34: El Terremoto en Tiempo Real es un documental producido por The History Channel cuyo fin es informar de como vivieron los chilenos anónimos el terremoto de Chile ocurrido la madrugada del 27 de febrero de 2010, y el posterior tsunami que azotó las costas chilenas.
Fue estrenado el sábado 27 de marzo de 2010 y retransmitido el 27 de febrero de 2011.

## Documental
El documental muestra a través de distintas grabaciones, tanto por cámaras caseras, de seguridad o por celulares, como vivieron el antes, el durante, y el después del poderoso sismo, además del audio de distintas personas que contaban su experiencia o lo que ocurría en las distintas localidades donde se encontraban, también el audio de bomberos y otras fuerzas de seguridad ciudadana.
Entre las historias se pueden destacar el rescate de una madre y su pequeño hijo en medio del colapso del Edificio Alto Río, de 15 pisos, en pleno centro del Gran Concepción; además del audio de un joven de 15 años que perdió a sus padres y 2 de sus 3 hermanas; también las crudas imágenes de objetos infantiles, propiamente de bebé, como zapatitos y juguetes, en las colapsadas edificaciones; la tristeza de una mujer al ver su vivienda destruida totalmente y todos sus objetos perdidos; la historia de una madre que pese a todos sus esfuerzos no pudo salvar a su hijo menor en el tsunami; y un pequeño perrito que se esfuerza para no ser arrastrado por las aguas aferrándose a una cerca.